# Lady Macbeth del Distretto di Mcensk
Lady Macbeth del Distretto di Mcensk (in russo Леди Макбет Мценского уезда?, Ledi Makbet Mcenskogo uezda) è un'opera lirica in 4 atti e 9 scene del compositore russo Dmitrij Dmitrievič Šostakovič, basata su un libretto di Aleksandr Germanovič Prejs e dello stesso compositore, ispirato all'omonimo romanzo breve di Nikolaj Leskov. La prima rappresentazione ebbe luogo il 22 gennaio 1934 al Piccolo teatro statale dell'Opera di Leningrado. Šostakovič dedicò l'opera alla sua prima moglie, la fisica Nina Varzar.

## Storia
Pur venendo proposta dagli autori quale espressione di rivolta borghese (una donna agiata prende coscienza dell'ingiustizia della società zarista ed un servo partecipa all'omicidio dei propri padroni), l'opera cadde in disgrazia presso il regime stalinista ed è oggi considerata uno dei maggiori esempi di censura politica sull'arte.
Il 31 gennaio 1935 ebbe la prima in concerto semi-scenico a Cleveland diretta da Artur Rodziński che la diresse anche il 5 febbraio al Metropolitan Opera House di New York; il 5 aprile successivo ebbe la prima a Filadelfia ed il 16 novembre all'Opera reale svedese di Stoccolma.
Nonostante il grande successo, sia di pubblico che di critica, Lady Macbeth fu presto lo spunto per una denuncia generale della musica di Šostakovič da parte del Partito Comunista dell'Unione Sovietica. 
Infatti, questo grande successo incuriosì tanto Stalin, che volle assistere a una rappresentazione: abbandonò il Teatro Bol'šoj di Mosca alla fine del terzo atto. Era il 26 gennaio del 1936.
Due giorni dopo, il 28 gennaio, sulla Pravda, il giornale ufficiale del Partito Comunista, uscì un articolo anonimo dal titolo Il caos anziché la musica (talvolta attribuito a Stalin), dove per spregio il nome del musicista non fu neppure menzionato. L'opera fu pertanto proibita in quanto «inadatta al popolo sovietico» e mai più messa in scena per oltre un quarto di secolo.
Il 29 gennaio 1936 ebbe la prima al Teatro Nazionale di Praga, il successivo 12 febbraio a Lubiana ed il 18 marzo alla Queen's Hall di Londra in concerto.
Al Teatro La Fenice di Venezia ebbe la prima come La lady Macbeth di Minsk diretta da Nino Sanzogno con Giovanni Voyer l'11 settembre 1947.
Temendo per la sua vita e per quella dei suoi familiari, il compositore in seguito la modificò. La versione revisionata debuttò, col titolo Katerina Izmajlova, l'8 gennaio 1963 a Mosca al Teatro Musicale Stanislavskij-Nemirovič-Dančenko. 
Šostakovič dichiarò di preferire la nuova versione, ma dopo la sua morte, la versione più rappresentata fu quella originale.
Il successivo 2 dicembre ebbe la prima al Royal Opera House, Covent Garden di Londra, il 13 febbraio 1964 al Teatro San Carlo di Napoli, il 10 aprile all'Opéra de Nice, il 16 maggio al Teatro alla Scala di Milano con Dino Dondi, Inge Borkh, Eugenia Ratti, Piero De Palma, Antonio Zerbini, Enrico Campi, Angelo Mercuriali e Nicola Zaccaria, il 23 ottobre al San Francisco Opera con Jon Vickers e Giorgio Tozzi, il 12 febbraio 1965 allo Staatsoper di Vienna con Gerhard Stolze, il 7 dicembre al Teatro Comunale di Firenze, il 5 novembre 1968 al Teatro Donizetti di Bergamo ed il 12 gennaio 1971 al Teatro Nuovo di Torino con Elena Baggiore ed Angelo Nosotti. Il 14 aprile 1987 al Teatro Verdi di Trieste ha luogo la première di La Lady Macbeth del distretto di Mzensk nella versione ritmica italiana di Flavio Testi, diretta da Niksa Bareza.
L'opera incorpora elementi di espressionismo e verismo.
Nel 1987 avviene la prima al Coliseum Theatre di Londra e nel 1989 al Opéra national de Lorraine di Nancy. Nel 1994 avviene la première diretta da James Conlon al Metropolitan Opera dove fino al 2014 ha avuto 21 recite. Nel 2003 avviene la prima al Teatro Alighieri per il Ravenna Festival.

## Trama
Una giovane donna sposata, nella Russia zarista del XIX secolo, si innamora di uno dei servitori del suocero, uomo gretto e violento; i due amanti uccidono sia il suocero che il marito, ma vengono scoperti. L'opera termina con la morte della donna durante la sua deportazione in Siberia.

## Incisioni
Galina Višnevskaja, Nicolai Gedda, Werner Krenn, Taru Valjakka, Dimiter Petkov, Robert Tear, Birgit Finnilä, Alexander Malta, Ambrosian Singers, London Philharmonic Orchestra, direttore Mstislav Rostropovič, EMI ASD 3664 (1979)